# Lijst van rijksmonumenten in Ysselsteyn
De plaats Ysselsteyn telt 13 inschrijvingen in het rijksmonumentenregister. Hieronder een overzicht.
| Object                                 | Oorspronkelijke functie? | Bouwjaar     | Architect | Locatie                      | Coördinaten?                  | Nr.?   | Afbeelding  |
| -------------------------------------- | ------------------------ | ------------ | --------- | ---------------------------- | ----------------------------- | ------ | ----------- |
| Terrein waarin een vuursteenvindplaats | Archeologisch monument   | Mesolithicum |           |                              | 51° 29' 6" NB, 5° 55' 10" OL  | 46119  | Upload foto |
| Kazemat K30                            | Kazemat                  | 1939-1940    |           | Timmermannsweg bij 1S-kazk30 | 51° 27' 7" NB, 5° 52' 18" OL  | 524030 | Upload foto |
| Kazemat K31                            | Kazemat                  | 1939-1940    |           | Timmermannsweg bij 1S-kazK31 | 51° 27' 7" NB, 5° 52' 18" OL  | 524031 | Upload foto |
| Kazemat K32                            | Kazemat                  | 1939-1940    |           | Timmermannsweg bij 1S-kazK32 | 51° 27' 7" NB, 5° 52' 18" OL  | 524032 | Upload foto |
| Kazemat K33                            | Kazemat                  | 1939-1940    |           | Timmermannsweg bij 1S-kazK33 | 51° 27' 40" NB, 5° 52' 10" OL | 524033 | Upload foto |
| Kazemat K34                            | Kazemat                  | 1939-1940    |           | Timmermannsweg bij 1S-KazK34 | 51° 27' 40" NB, 5° 52' 10" OL | 524034 | Upload foto |
| Kazemat K35                            | Kazemat                  | 1939-1940    |           | Timmermannsweg bij 1S-KazK35 | 51° 27' 40" NB, 5° 52' 10" OL | 524035 | Upload foto |
| Kazemat K36                            | Kazemat                  | 1939-1940    |           | Timmermannsweg bij 1S-KazK36 | 51° 28' 10" NB, 5° 52' 2" OL  | 524036 | Upload foto |
| Kazemat K37                            | Kazemat                  | 1939-1940    |           | Timmermannsweg bij 1S-KazK37 | 51° 28' 10" NB, 5° 52' 2" OL  | 524037 | Upload foto |
| Kazemat K38                            | Kazemat                  | 1939-1940    |           | Zeilbergseweg bij 1S-KazK38  | 51° 28' 34" NB, 5° 51' 55" OL | 524038 | Upload foto |
| Kazemat K39                            | Kazemat                  | 1939-1940    |           | Zeilbergseweg bij 1S-KazK39  | 51° 28' 34" NB, 5° 51' 55" OL | 524039 | Upload foto |
| Defensie- of Peelkanaal                | Versperring              | 1939         |           | Merseloseweg bij 1           | 51° 27' 7" NB, 5° 52' 21" OL  | 524065 | Upload foto |
| Wal                                    | Omwalling                | 1939         |           | Merseloseweg bij 1           | 51° 27' 7" NB, 5° 52' 18" OL  | 524066 | Upload foto |